# Wakhinane Nimzatt
Wakhinane Nimzatt ist einer der fünf Stadtbezirke der Großstadt Ville de Guédiawaye und ist Sitz der Präfektur des Arrondissement de Wakhinane Nimzatt in der Metropolregion Dakar, gelegen im zentralen Westen Senegals. Die Stadtbezirke von Guédiawaye haben jeweils den Status einer Gemeinde (commune).

## Geografie
Wakhinane Nimzatt liegt an der Nordküste der Cap-Vert-Halbinsel und nimmt in Guédiawaye den Osten des Stadtgebiets ein. Der Stadtbezirk hat auf rund 2600 Meter Länge Anteil am Sandstrand der Grande-Côte und reicht von dort keilförmig bis zu 2400 Meter weit nach Süden ins Hinterland. Er umfasst dabei auch einige zu den Niayes zählende überschwemmungsgefährdete Senken und Feuchtgebiete wie den Lac Tiourour oder das Basin de retention Yeumbeul ASECNA.
Der Stadtbezirk hat eine Fläche von 4,3460 km². Wakhinane Nimzatt ist mit Golf Sud sowohl nach Größe der Einwohnerzahl als auch nach Fläche etwa gleich groß. Beide nehmen diesbezüglich in Guédiawaye unter den Stadtbezirken die beiden ersten Plätze ein. Wie alle Stadtbezirke von Guédiawaye ist auch Wakhinane Nimzatt fast vollständig bebaut und dicht besiedelt. Alle Bezirke gehen baulich nahtlos ineinander über. Auch mit den Nachbarkommunen im Département Keur Massar, Yeumbeul Nord im Osten und Yeumbeul Sud im Süden, die ebenfalls sehr dicht bevölkert sind, ist Wakhinane Nimzatt baulich zusammengewachsen.

## Geschichte
Im Jahr 1996 wurde die städtische Kommune Guédiawaye in die fünf communes d’arrondissement Golf Sud, Sam Notaire, Wakhinane Nimzatt, Ndiarème Limamoulaye und Médina Gounass unterteilt und diese wiederum wurden in der Großstadt Ville de Guédiawaye zusammengefasst; ähnlich der kommunalen Gliederung der Hauptstadt Dakar. Im Jahr 2014 erhielt Wakhinane Nimzatt, wie in Senegal alle communes d'arrondissement, den landesweit einheitlichen Status einer Gemeinde (commune).

## Bevölkerung
Die letzten Volkszählungen ergaben für den Stadtbezirk jeweils folgende Einwohnerzahlen:
| Jahr | Einwohner |
| ---- | --------- |
| 2002 | 62.767    |
| 2013 | 89.721    |
| 2023 | 105.461   |

## Verkehr
Wakhinane Nimzatt liegt nördlich der Verkehrsachsen der Cap-Vert-Halbinsel, auf denen der West-Ost-Verkehr zwischen der Metropole Dakar und dem Rest des Landes fließt. Diesem Verkehr dienen die Nationalstraße N 1, ferner die Bahnstrecke Dakar–Niger, und die mautpflichtige Autoroute 1.
Mitten in Wakhinane Nimzatt selbst bündelt die Route vers Corniche parallel zur Küste und im Osten zweimal wie um ein Sechseck nach Süden gewendet, den Hauptverkehr durch den Stadtbezirk. Entlang des Strandes der Atlantikküste verbindet die vierstreifige Schnellstraße Voie de Dégagement Nord (VDN) den Stadtbezirk in Richtung Westen über Cambérène und Parcelles Assainies mit der Innenstadt von Dakar, führt im Nordosten weiter nach Malika und endet vorläufig nahe des Lac Rose in Tivaouane Peulh-Niaga.